# Klein Welsden
Klein Welsden (en limbourgeois Klae Welsde) est un hameau située dans la commune néerlandaise d'Eijsden-Margraten, dans la province du Limbourg. Le 1er janvier 2003, le hameau comptait 50 habitants.

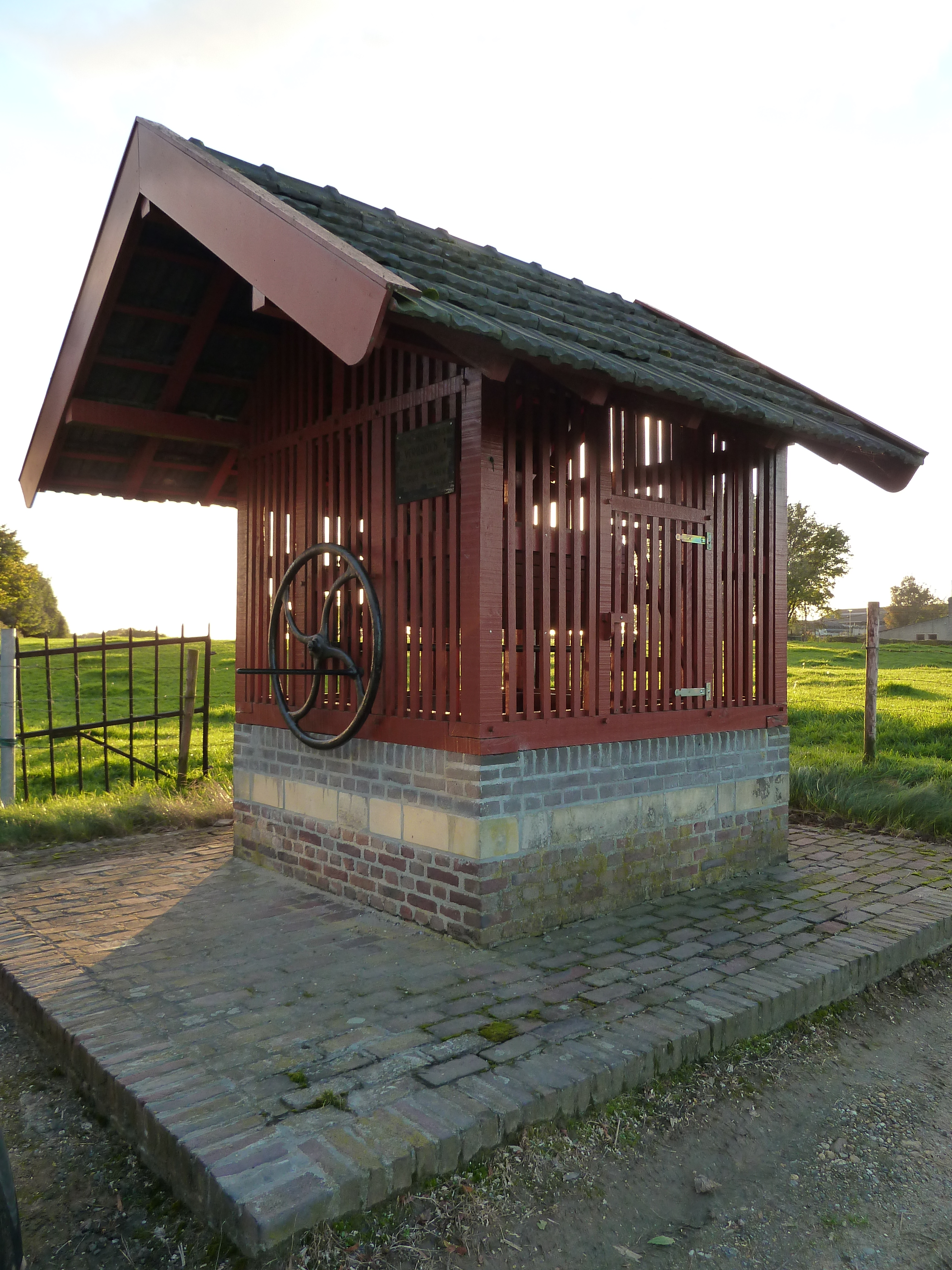
Puits monumental à Klein Welsden